# Cabo Saunders (San Pedro)
El cabo Saunders es una punta que determina el lado norte de la entrada a la bahía Stromness y se encuentra al sudeste de la bahía Hércules, en la costa norte-central de la isla San Pedro.
Dicha isla forma parte del archipiélago de las Georgias del Sur, considerado por la Organización de las Naciones Unidas (ONU) como un territorio en litigio de soberanía entre el Reino Unido —que lo administra como parte de un territorio británico de ultramar— y la República Argentina, que reclama su devolución, y lo incluye en el departamento Islas del Atlántico Sur de la provincia de Tierra del Fuego, Antártida e Islas del Atlántico Sur.